# Australothelais
Australothelais is een kevergeslacht uit de familie van de boktorren (Cerambycidae). De wetenschappelijke naam van het geslacht werd voor het eerst geldig gepubliceerd in 1963 door Breuning.

## Soorten
Australothelais omvat de volgende soorten:
- Australothelais demarzi Breuning, 1963
- Australothelais densepunctata Breuning, 1963